# Maricopodynerus linsleyi
Maricopodynerus linsleyi är en stekelart som beskrevs av Richard Mitchell Bohart 1988. Maricopodynerus linsleyi ingår i släktet Maricopodynerus och familjen Eumenidae. Inga underarter finns listade i Catalogue of Life.